# Szanda
Szanda là một thị trấn thuộc hạt Nógrád, Hungary. Thị trấn này có diện tích 21,49 km², dân số năm 2010 là 622 người, mật độ 29 người/km².